# Fußballnationalmannschaft der Cayman Islands
Die Fußballnationalmannschaft der Cayman Islands ist die Fußballauswahl der Cayman Islands, die von der Cayman Islands Football Association zusammengestellt wird. Sie ist Mitglied im CONCACAF und dort eines der schwächsten Teams. Der größte Erfolg war das Erreichen des vierten Platzes bei der Fußball-Karibikmeisterschaft 1995. Bisher ist es der Mannschaft noch nicht gelungen, sich für den CONCACAF Gold Cup oder die Fußball-Weltmeisterschaft zu qualifizieren.

## Turniere

### Weltmeisterschaft
- 1930 bis 1994 – nicht teilgenommen
- 1998 – In der Qualifikation zur WM 1998 in Frankreich schied die Mannschaft in der Karibikzone 1 der Vorrunde mit 0:1 und 0:5 gegen die kubanische Mannschaft aus.
- 2002 – In der Qualifikation zur WM 2002 in Japan und Südkorea schied man erneut in der Karibikzone 1 der Vorrunde gegen Kuba aus. Diesmal mit 0:4 und 0:0.
- 2006 – In der Qualifikation zur WM 2006 in Deutschland traf man wieder einmal auf Kuba. In der ersten Runde verlor man beide Spiele mit 1:2 und 0:3 und schied erneut aus.
- 2010 – Im Rahmen der Qualifikation zur Fußball-Weltmeisterschaft 2010 in Südafrika traf das Team in der ersten Runde der CONCACAF-Zone auf die Nationalmannschaft Bermudas. Das Hinspiel in Hamilton am 6. Februar 2008 endete 1:1. Das Rückspiel ging mit 1:3 verloren, die Cayman Islands waren damit ausgeschieden.
- 2014 – In WM-Qualifikation für das Turnier in Brasilien 2014 traf man in der Gruppe A der 2. Runde auf die Mannschaften aus El Salvador, Suriname und der Dominikanischen Republik. Man konnte in 6 Spielen nur ein einziges Unentschieden gegen die Dominikanische Republik erreichen und schied damit als Gruppenletzter aus.
- 2018 – In der Qualifikation zur WM 2018 in Russland schied die Mannschaft in der ersten Runde im März 2015 mit 0:0 und 1:1 auf Grund der Auswärtstorregel gegen die Mannschaft aus Belize aus.
- 2022 – In der Qualifikation zur WM 2022 in Katar traf die Mannschaft in der ersten Runde im März und Juni 2021 auf Kanada, Surinam, Bermuda und auf Aruba. Nach drei Niederlagen hatte die Mannschaft schon vor dem letzten Spiel, das unentschieden endete, keine Chance mehr, sich für die zweite Runde zu qualifizieren.
- 2026 – In der Qualifikation zur WM 2026 in Kanada, Mexiko und den USA traf die Mannschaft in der zweiten Runde im Juni 2024 und Juni 2025 auf Honduras, Bermuda, Kuba und auf Antigua und Barbuda. Nach einem Sieg gegen Antigua u. Barbuda, einer Niederlage am grünen Tisch gegen Kuba und sportlichen Niederlagen gegen Honduras sowie Bermuda wurde die dritte Runde verpasst.

### CONCACAF Gold Cup
- 1991 bis 1996 – nicht qualifiziert
- 1998 – zurückgezogen
- 2000 bis 2011 – nicht qualifiziert
- 2013 bis 2017 – nicht teilgenommen
- 2019 bis 2025 – nicht qualifiziert

### Karibikmeisterschaft
- 1989 – nicht teilgenommen
- 1990 – nicht qualifiziert
- 1991 – Vorrunde
- 1992 bis 1993 – nicht qualifiziert
- 1994 – Vorrunde
- 1995 – 4. Platz
- 1996 – nicht qualifiziert
- 1997 – Zurückgezogen
- 1998 – Vorrunde
- 1999 bis 2010 – nicht qualifiziert
- 2012 bis 2017 – nicht teilgenommen

## Trainer
- Márcio Máximo (1999–2002)
- Marcos Tinoco (2004)
- Carl Brown (2007–2011)
- Alexander González (2015)
- Elbert McLean (2018)
- Alexander González (2018–2019)
- Benjamin Pugh (2019–2021)
- Cláudio Garcia (2023)
- Joey Jap Tjong (seit 2024)